# Vescomtat d'Avinyó
El vescomtat d'Avinyó fou una efímera jurisdicció feudal de Provença a Avinyó.
El primer que apareix amb aquest títol fou Aufant o Elefant, esmentat l'11 de gener de 1005 en una carta de la comtessa Adelaida de Provença en relació al monestir de Sant Andreu; estava casat amb Leogarda filla de Guillem II vescomte de Marsella i van tenir cinc fills els quals foren tots vescomtes indivisos d'Avinyó: Amauri o Amalric (mort després del 1041), Rostany (mort després del 1041), Guillem (mort després del 1053), Bonifaci (mort després del 1053) i Lauger o Leotger (mort després del 1053).
Guillem va deixar tres fills, Rostany II, Ramon i Alfant II que eren vius el 1102 i portaven el títol de vescomtes. Aquest títol no torna a aparèixer.

## Llista de vescomtes
- Aufant I abans 1000-vers 1030
- Amalric o Amauri vers 1030-1050
- Rostany I vers 1040-1050
- Guillem vers 1030-1070
- Bonifaci vers 1030-1070
- Lauger vers 1030-1070
- Rostany II vers 1070-1110
- Ramon vers 1070-1110
- Alfant vers 1070-1110